# Alma, Quận Jackson, Wisconsin
Alma là một thị trấn thuộc quận Jackson, tiểu bang Wisconsin, Hoa Kỳ. Năm 2010, dân số của thị trấn này là 960 người.